# تيانا بنيامين
تيانا بنيامين (بالإنجليزية: Tiana Benjamin)‏ هي ممثلة بريطانية، ولدت في 5 أكتوبر 1984 بمنطقة أنفيلد في المملكة المتحدة.

## أعمال

### أفلام
- (2005) هاري بوتر وكأس النار

## وصلات خارجية
- تيانا بنيامين على موقع IMDb (الإنجليزية)
- تيانا بنيامين على موقع ألو سيني (الفرنسية)
- تيانا بنيامين على موقع قاعدة بيانات الفيلم (الإنجليزية)